# Litarowszczyzna
Litarowszczyzna (biał. Літараўшчына, Litarauszczyna; ros. Литаровщина, Litarowszczina) – wieś na Białorusi, w obwodzie grodzieńskim, w rejonie korelickim, w sielsowiecie Rajca.

## Historia
W dwudziestoleciu międzywojennym leżała w Polsce, w województwie nowogródzkim, w powiecie nowogródzkim, w gminie Cyryn. W 1921 miejscowość liczyła 268 mieszkańców, zamieszkałych w 51 budynkach, w tym 230 Polaków i 38 Białorusinów. 139 mieszkańców było wyznania rzymskokatolickiego, 118 prawosławnego i 11 mojżeszowego.
Po II wojnie światowej w granicach Związku Sowieckiego. Od 1991 w niepodległej Białorusi.